# 江西地方銀行
江西地方銀行是在1925年，由贛省銀行、江西公共銀行、江西官銀錢號三間銀行合併到江西銀行，接得改组成立的。為官督商辦，額定官股為200萬元，商股100萬。實收的現金有官股二十五萬，商股五十六萬， 其他的為公債券。
江西地方銀行收還先頭三間銀行發行的紙幣，但是自簡接得濫發貨幣。 1926年7月10日，江西地方銀行燒吥嘍收還的贛省銀行的鈔票，總共有3,776,770元的無發行的3,000文、160,600文的100文、258,750文的正式發行的100文。 
北伐戰爭的期間，江西軍閥鄧如琢為了籌集軍餉，下令江西地方銀行發行400萬串的銅元票，1,300萬的無本金的鈔票，裡頭有的票面寫「復興隆」三隻字。北伐軍佔得南昌後，江西地方銀行宣佈破產，其發行的「復興隆」紙幣即宣佈作毀、禁止使用，別的鈔票抵得本身價值2折，銅元票抵得5折。
| 类别   | 時間   | 面額 | 尺寸（長×寛） | 顏色        | 備注         |
| ------ | ------ | ---- | ------------- | ----------- | ------------ |
| 銅元券 | 1923年 | 10枚 |               |             |              |
| 銀元券 | 1924年 | 1元  |               |             | 加蓋贛省銀行 |
|        |        | 5元  | 175×91        | 紫、多色/紅 | 加蓋贛省銀行 |
|        |        | 10元 | 176×97        | 青、多色/橘 | 加蓋贛省銀行 |

1. ↑  《江西金融概況》，52頁，《工商半月刊》，第6卷第21號
2. ↑  《銀行月刊》，第6卷第8號，1926年8月

- 復興隆，一夜窮 （页面存档备份，存于）
- 話說民國紙幣復興隆
- 話說復興隆[]